# Tân An, Hội An
Tân An là một phường thuộc thành phố Hội An, tỉnh Quảng Nam, Việt Nam.

## Địa lý

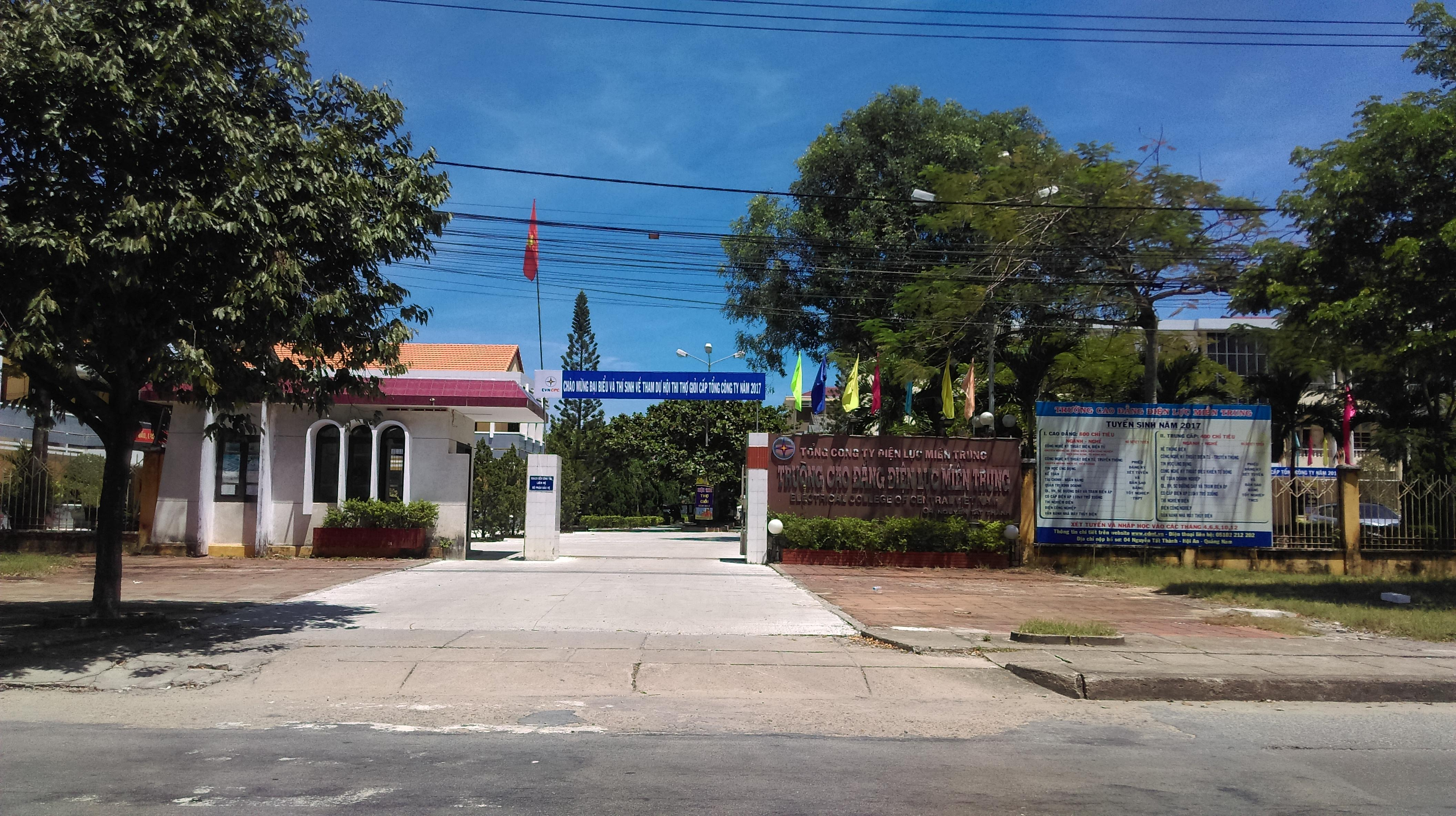
Trường Cao đẳng Điện lực miền Trung

Phường Tân An nằm phía bắc của trung tâm đô thị cổ Hội An và là cửa ngõ ra vào thành phố Hội An, có vị trí địa lý:
- Phía đông giáp phường Sơn Phong và phường Cẩm Châu
- Phía nam giáp phường Cẩm Phô
- Phía tây giáp phường Thanh Hà
- Phía bắc giáp xã Cẩm Hà.

Phường Tân An có diện tích 1,48 km², dân số năm 2019 là 9.121 người, mật độ dân số đạt 6.163 người/km².

## Hành chính
Phường Tân An được chia thành 4 khối phố: An Phong, Tân Lập, Hòa Thanh, Xuân Mỹ.